# Stróżówka
Stróżówka est une localité polonaise de la gmina et du powiat de Gorlice en voïvodie de Petite-Pologne.

## Histoire
Le 14 août 1942, environ 700 Juifs sont amenés de force depuis les ghettos de Gorlice et Bobowa. Ils sont abattus et enterrés dans une fosse commune située dans la forêt voisine.
Après la guerre, le lieu d'exécution est entouré d'un mur et un monument est érigé avec une inscription remémorant le crime commis.

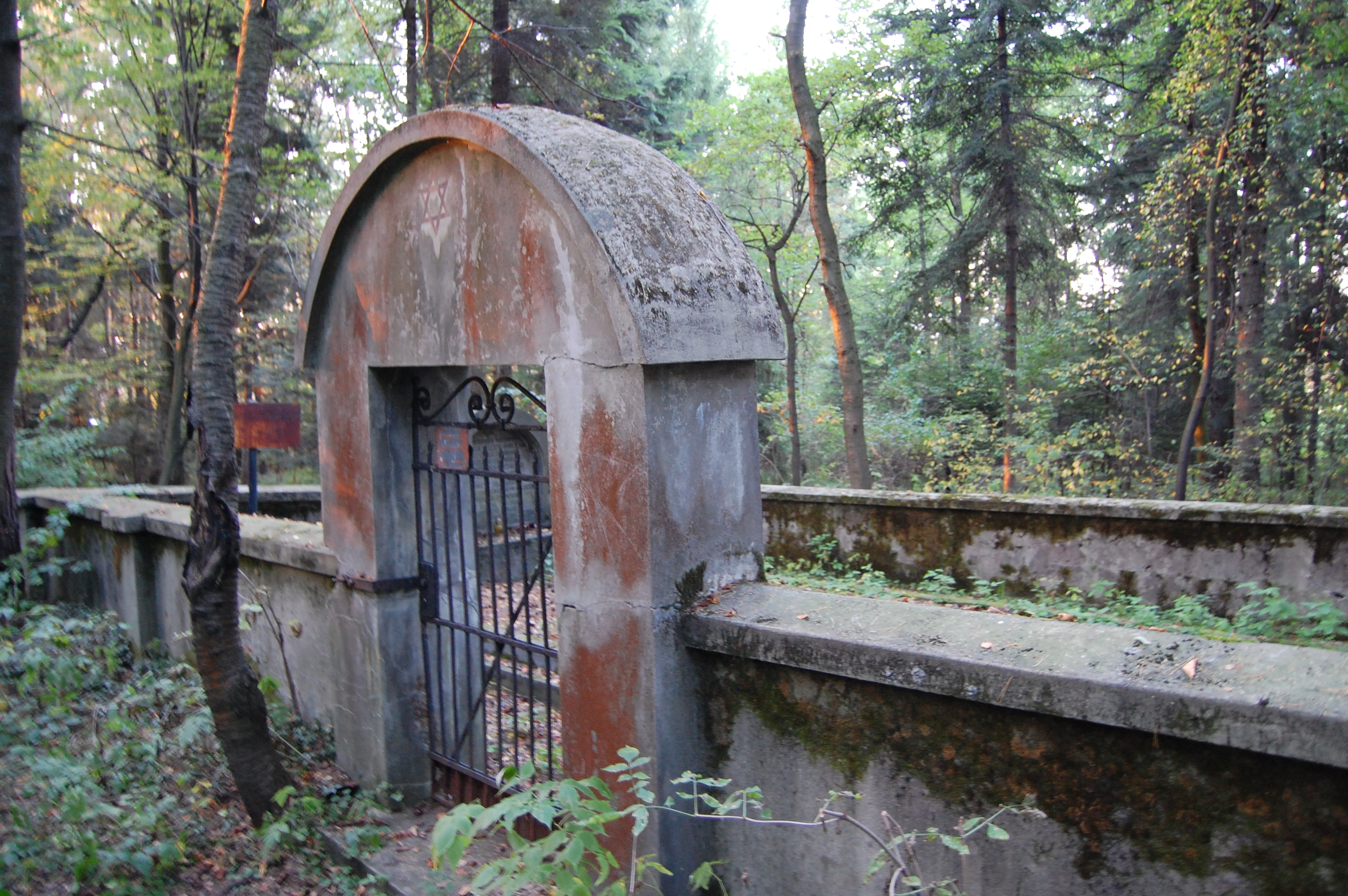
Entrée du cimetière juif.